# 둘레길

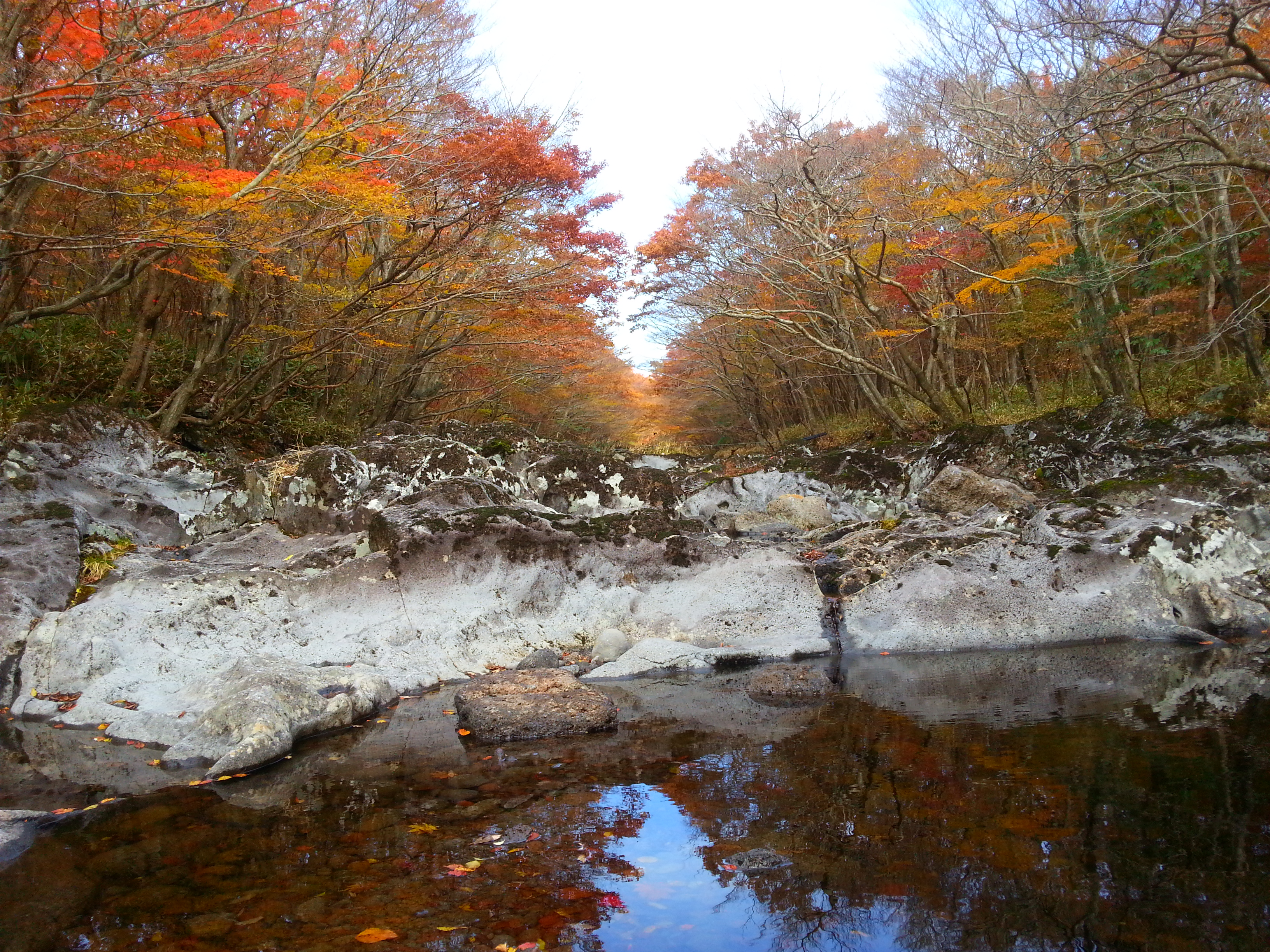
한라산의 가을 둘레길

둘레길은 산을 밖으로 둘러싸는 둘레를 도는 길, 또는 도시의 둘레를 도는 길이다. 2007년에 경기관광공사가 과천서울대공원의 호수둘레길을 소개하며 최초로 언론에 보도된 신조어이다. 국립공원으로 지정된 산의 둘레길은 산의 정상을 정복하기 위한 탐방 문화를 변화시키고 신체적 약자 또한 국립공원을 편안하게 탐방할 수 있게 유도하는 장점이 있다. 서울둘레길은 도시의 둘레를 도는 길인데도 산길로 된 구간이 많다. 구리둘레길의 왕숙천, 한강 구간처럼 평지로 된 둘레길도 있다.

## 같이 보기
- 물레길